# Dambenois
Dambenois est une commune française située dans le département du Doubs, la région culturelle et historique de Franche-Comté et la région administrative Bourgogne-Franche-Comté.
Les habitants de la commune sont les Dambenoisiens et Dambenoisiennes. On les surnomme en patois Lai manôs (les Moineaux).

## Géographie

### Toponymie
Dambenay en 1150 ; Dambenoi en 1367 ; Dompnobenigno  à la fin du XIVe siècle ; Dampbenoit au XVe siècle ; Dambenoy en 1494 ; Dampbenoy en 1530 - En patois : Dampbenai.

### Accès
Ferroviaire : Les gares les plus proches sont celles de Montbéliard et de Belfort-Montbéliard TGV.
Routier : Il se fait par la sortie  10 de l'A36.

### Climat
Pour des articles plus généraux, voir Climat de la Bourgogne-Franche-Comté et Climat du Doubs.
En 2010, le climat de la commune est de type climat de montagne, selon une étude du Centre national de la recherche scientifique s'appuyant sur une série de données couvrant la période 1971-2000. En 2020, Météo-France publie une typologie des climats de la France métropolitaine dans laquelle la commune est exposée à un climat semi-continental et est dans la région climatique  Vosges, caractérisée par une pluviométrie très élevée (1 500 à 2 000 mm/an) en toutes saisons et un hiver rude (moins de 1 °C). 
Pour la période 1971-2000, la température annuelle moyenne est de 9,7 °C, avec une amplitude thermique annuelle de 17,5 °C. Le cumul annuel moyen de précipitations est de 1 237 mm, avec 12,7 jours de précipitations en janvier et 10,7 jours en juillet. Pour la période 1991-2020, la température moyenne annuelle observée sur la station météorologique de Météo-France la plus proche, « Dorans », sur la commune de Dorans à 5 km à vol d'oiseau, est de 10,9 °C et le cumul annuel moyen de précipitations est de 974,0 mm. 
La température maximale relevée sur cette station est de 38,1 °C, atteinte le 24 juillet 2019 ; la température minimale est de −16 °C, atteinte le 20 décembre 2009,,. 
Les paramètres climatiques de la commune ont été estimés pour le milieu du siècle (2041-2070) selon différents scénarios d'émission de gaz à effet de serre à partir des nouvelles projections climatiques de référence DRIAS-2020. Ils sont consultables sur un site dédié publié par Météo-France en novembre 2022.

## Urbanisme

### Typologie
Au 1er janvier 2024, Dambenois est catégorisée ceinture urbaine, selon la nouvelle grille communale de densité à 7 niveaux définie par l'Insee en 2022.
Elle appartient à l'unité urbaine de Châtenois-les-Forges, une agglomération inter-départementale dont elle est une commune de la banlieue,. Par ailleurs la commune fait partie de l'aire d'attraction de Montbéliard, dont elle est une commune de la couronne,. Cette aire, qui regroupe 137 communes, est catégorisée dans les aires de 50 000 à moins de 200 000 habitants,.

### Occupation des sols
L'occupation des sols de la commune, telle qu'elle ressort de la base de données européenne d’occupation biophysique des sols Corine Land Cover (CLC), est marquée par l'importance des territoires agricoles (51,4 % en 2018), en diminution par rapport à 1990 (61,4 %). La répartition détaillée en 2018 est la suivante : 
prairies (29 %), terres arables (20,2 %), forêts (19,7 %), zones urbanisées (15,4 %), eaux continentales (13,5 %), zones agricoles hétérogènes (2,2 %). L'évolution de l’occupation des sols de la commune et de ses infrastructures peut être observée sur les différentes représentations cartographiques du territoire : la carte de Cassini (XVIIIe siècle), la carte d'état-major (1820-1866) et les cartes ou photos aériennes de l'IGN pour la période actuelle (1950 à aujourd'hui).

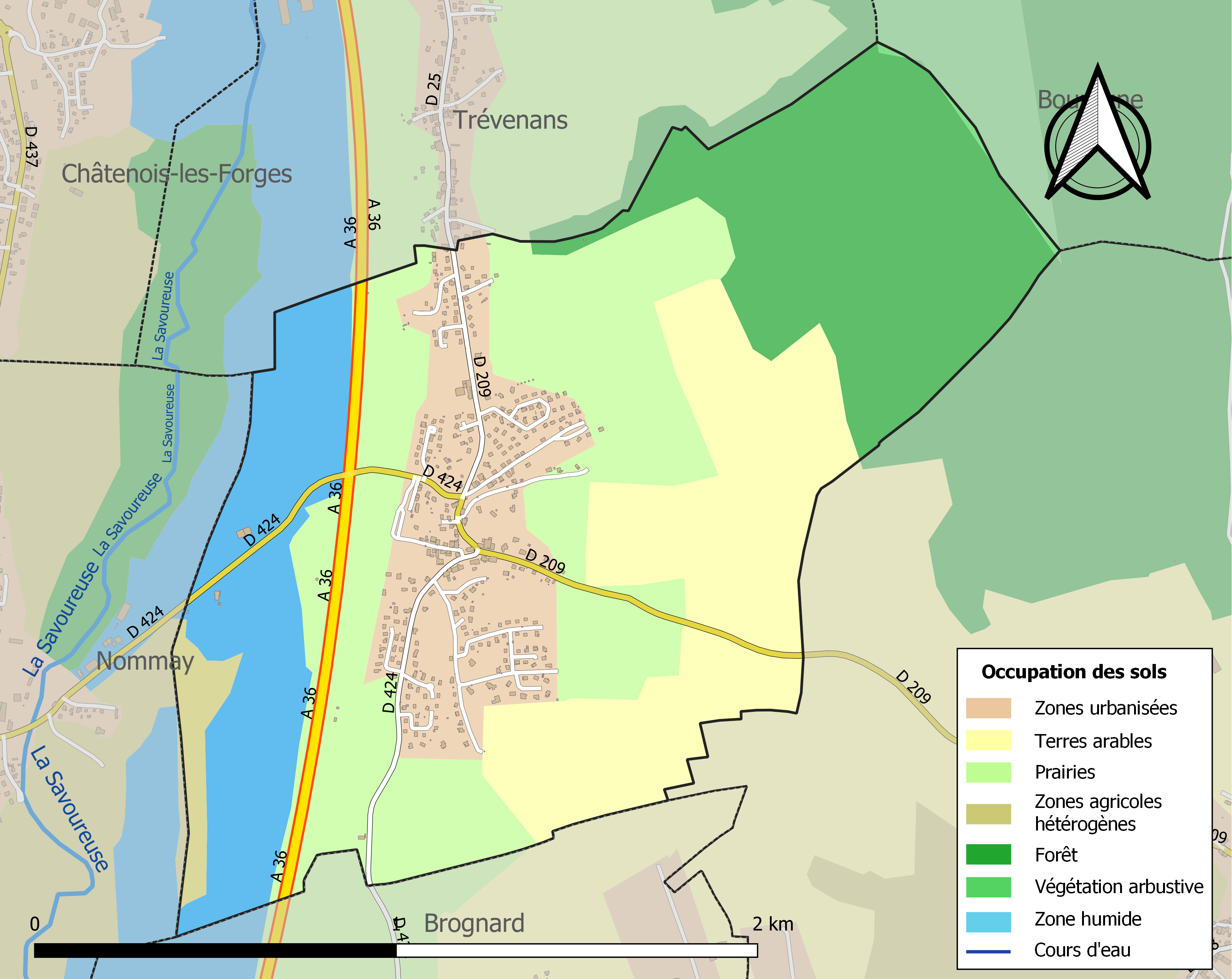
Carte des infrastructures et de l'occupation des sols de la commune en 2018 (CLC).

## Histoire
La toute première citation du nom Dambenois remonte à 1162 avec l'utilisation du mot Dambenay.
Au départ Les communes de Brognard, Nommay et Dambenois n'auraient formées qu'une seule est même commune. En effet, les bois entourant ces villages étaient communs, ce qui induisait l’appartenance à un même village.
Dambenois fit partie du comté de Montbéliard jusqu'en 1793, date à laquelle, la Franche comté dont faisait partie le comté de Montbéliard fut rattaché à la France par Louis XIV. Dambenois et Brognard (entre autres) furent accordés en tant que franchises à la Comtesse Henriette d'orbe de Montfaucon (ou Henriette de Montbéliard) à ses sujets. Les autres habitants furent rattachés au fief de Nommay jusqu'en 1771.
Lors de la réforme Luthérienne de 1541, la paroisse de Dambenois, qui était catholique, fut supprimée puis réunie à celle d'Allenjoie. Ainsi, l'église se trouvant dans le village devint un temple et la cure fue vendue avec les terres qui y étaient rattachées.
Le 20 décembre 1645, le fief de Dambenois fut concédé au baron Christophe de Forstner, (1598-1667) de la maison Forstner par le Prince de Montbéliard, Léopold-Frédéric de Wurtemberg, pour bons et loyaux services rendus. Le baron et les membres de sa famille sont inhumés dans un caveau situé sous l'autel actuel du temple.
Cette branche aînée de la Maison des Forstner s'éteignit à Montbéliard au cours du XIXe siècle sans héritier. Cependant, une branche cadette demeure encore aujourd'hui en Allemagne, celle des Forstner von Dambenoy.
Dambenois fut principalement un village agricole et une laiterie appelée" la Diachotte" (laiterie Faivre) fonctionnera jusqu'en 1964. Le dernier agriculteur fut Marcel Graber qui décida en 2009 d'arrêter son exploitation agricole.
De nos jours, Dambenois fait partie de Pays de Montbéliard Agglomération. Les communes de Allenjoie, Brognard et Dambenois sont intégrés dans un regroupement pédagogique intercommunal avec pour projet la construction d'une école commune.
Une cérémonie commémorant et remerciant les libérateurs du corps franc d'Indre-et-Loire venus libérer Dambenois le 23 novembre 1944 a lieu chaque année. De nombreuses tranchées sont encore visibles dans les forêts environnantes,.

## Héraldique
| Blason de Dambenois | Blason  | Écartelé: au 1er de gueules, à deux barres d'argent, au 2e d'or au bûcheron, issant du coupé par les genoux, habillé d'une chemise d'argent au baudrier de gueules, d'un haut-de-chausses de sable, coiffé d'un chapeau du même, tenant une hache levée de sable, et posé devant un tronc d'arbre de gueules, d’où pousse une branche feuillée de sinople, à senestre, au 3e de sable au bûcheron issant par les genoux de la pointe, habillé d'une chemise d'argent au baudrier de gueules, d'un haut-de-chausses d'or, coiffé d'un chapeau du même, tenant une hache levée d'or et posé devant un tronc d'arbre de gueules, d’où pousse une branche feuillée de sinople, à dextre, au 4e de sable, à deux barres d'or. Devise« dominus benignus » |
| Blason de Dambenois | Détails | Le statut officiel du blason reste à déterminer. |

## Politique et administration
| Période                                  | Période    | Identité           | Étiquette | Qualité       |
| ---------------------------------------- | ---------- | ------------------ | --------- | ------------- |
| mars 2001                                | mars 2008  | Daniel Girard      |           |               |
| mars 2008                                | avril 2017 | Luc Sommer         | DVG       | Fonctionnaire |
| avril 2017                               | mai 2020   | Bernard Nussbaumer |           | Titulaire PMA |
| mai 2020                                 | En cours   | Philippe Pourchet  |           |               |
| Les données manquantes sont à compléter. |            |                    |           |               |

## Population et société

### Démographie
L'évolution du nombre d'habitants est connue à travers les recensements de la population effectués dans la commune depuis 1793. Pour les communes de moins de 10 000 habitants, une enquête de recensement portant sur toute la population est réalisée tous les cinq ans, les populations de référence des années intermédiaires étant quant à elles estimées par interpolation ou extrapolation. Pour la commune, le premier recensement exhaustif entrant dans le cadre du nouveau dispositif a été réalisé en 2005.

En 2022, la commune comptait 727 habitants, en évolution de −1,76 % par rapport à 2016 (Doubs : +1,88 %, France hors Mayotte : +2,11 %).
| 1793 | 1800 | 1806 | 1821 | 1831 | 1836 | 1841 | 1846 | 1851 |
| ---- | ---- | ---- | ---- | ---- | ---- | ---- | ---- | ---- |
| 144  | 144  | 139  | 185  | 191  | 212  | 217  | 227  | 235  |

| 1856 | 1861 | 1866 | 1872 | 1876 | 1881 | 1886 | 1891 | 1896 |
| ---- | ---- | ---- | ---- | ---- | ---- | ---- | ---- | ---- |
| 220  | 216  | 202  | 163  | 168  | 166  | 151  | 123  | 115  |

| 1901 | 1906 | 1911 | 1921 | 1926 | 1931 | 1936 | 1946 | 1954 |
| ---- | ---- | ---- | ---- | ---- | ---- | ---- | ---- | ---- |
| 101  | 110  | 134  | 112  | 124  | 138  | 145  | 154  | 156  |

| 1962 | 1968 | 1975 | 1982 | 1990 | 1999 | 2005 | 2006 | 2010 |
| ---- | ---- | ---- | ---- | ---- | ---- | ---- | ---- | ---- |
| 187  | 202  | 242  | 325  | 607  | 629  | 700  | 704  | 768  |

| 2015 | 2020 | 2022 | - | - | - | - | - | - |
| ---- | ---- | ---- | - | - | - | - | - | - |
| 736  | 748  | 727  | - | - | - | - | - | - |

### Santé
L'hôpital le plus proche est l'hôpital Nord Franche-Comté situé dans la commune voisine de Trévenans,.

## Lieux et monuments

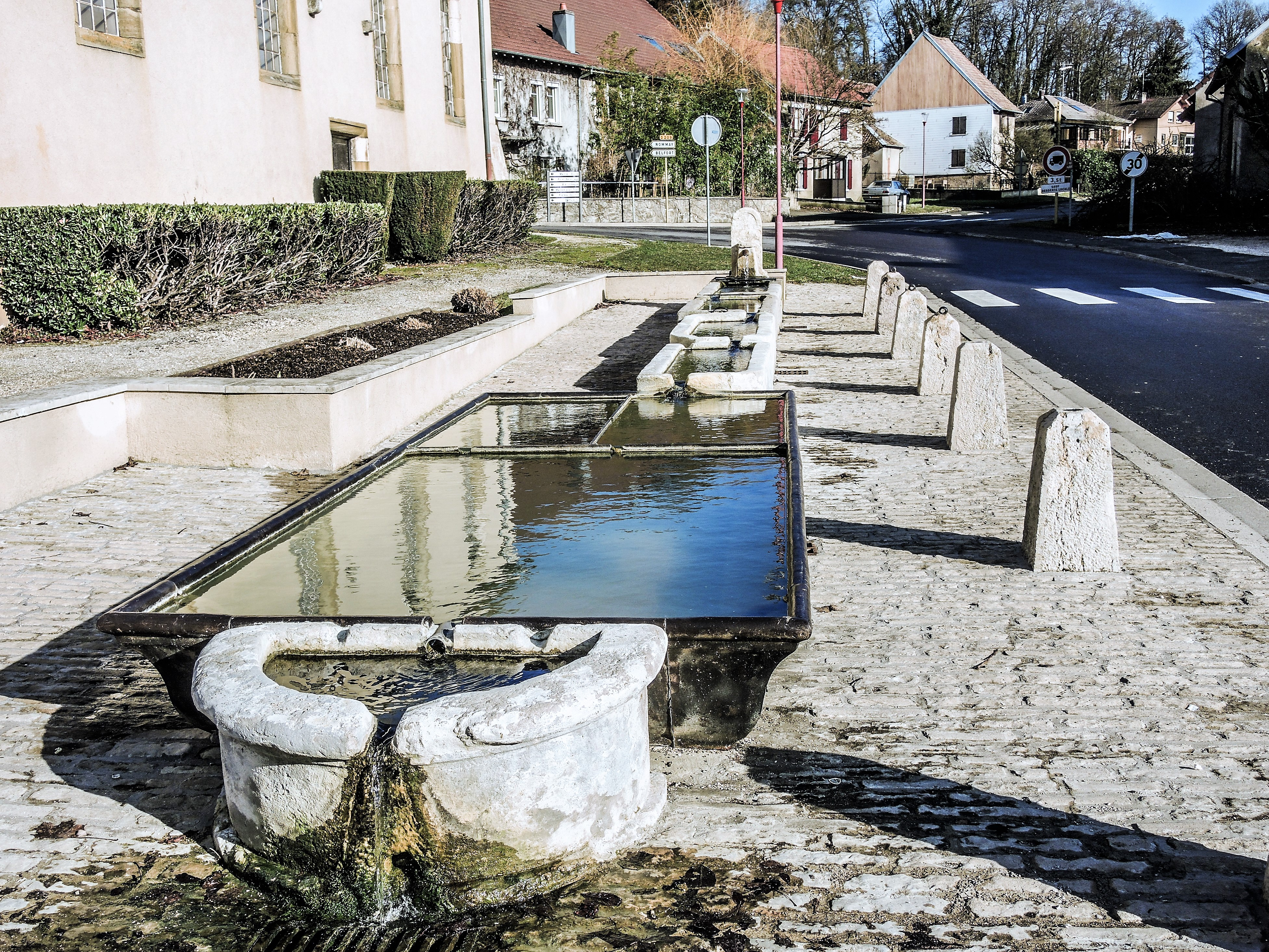
Fontaine-lavoir-abreuvoir.

Avec la Réforme, l'église devint un temple. Un nouveau temple fut reconstruit autour de 1750 avec un clocher-porche ancien daté de 1685. Il contient des objets liturgiques et des pierres tombales de la famille des Forstner, "les seigneurs de Dambenois".
Le tombeau du baron Christophe de Forstner est toujours en place dans le temple.

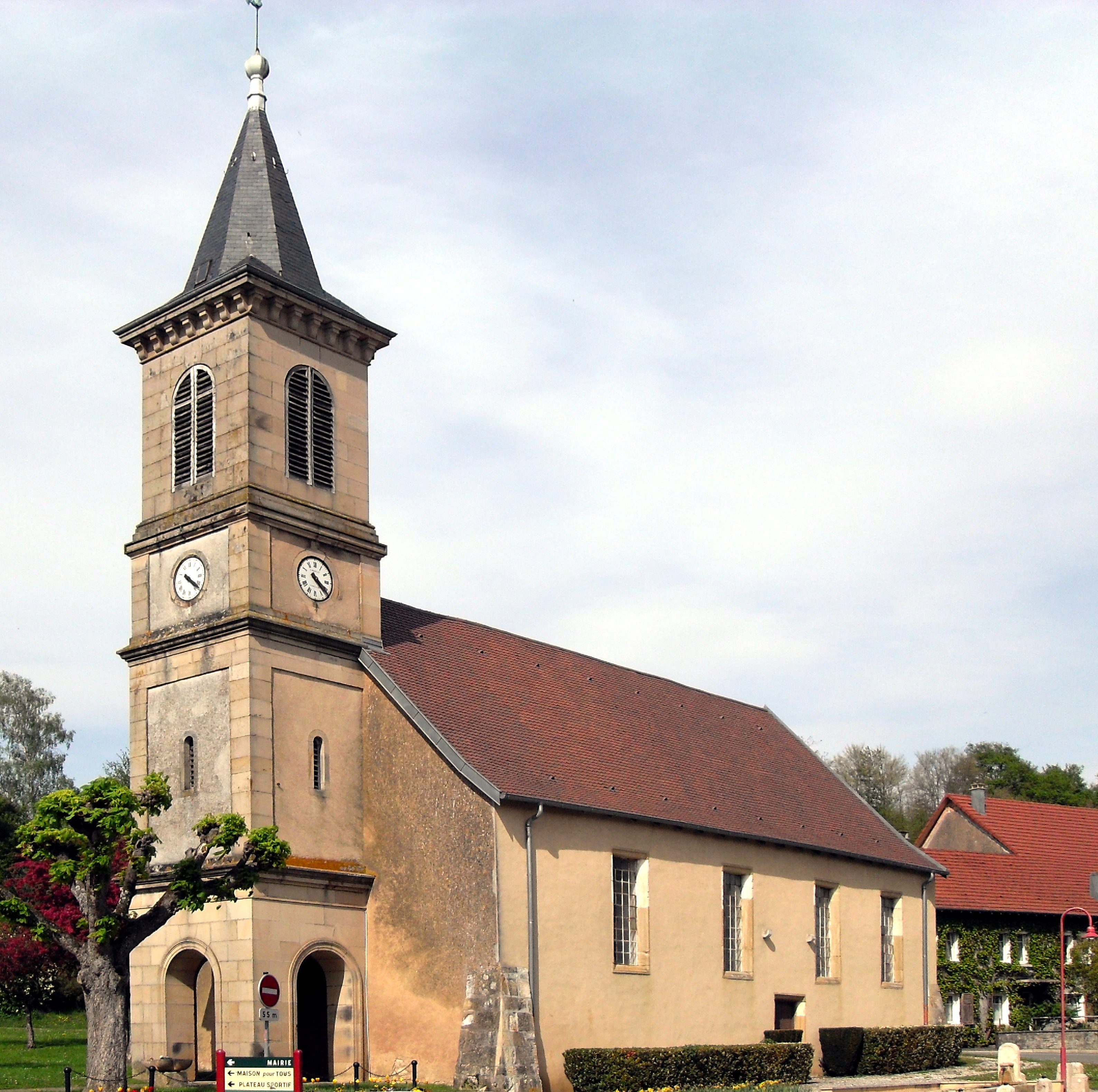
Temple luthérien.